# 2003-as Formula–1 monacói nagydíj
A 2003-as Formula–1 világbajnokság hetedik futama a monacói nagydíj volt.

## Futam
Ralf Schumacheré lett a pole Kimi Räikkönen és Montoya előtt. Ralfnak gumiprobléma miatt a tervezettnél korábban kellett állnia a boxba, így jelentősen visszaesett. Montoya után Räikkönent és Michael Schumachert intette le a kockás zászló.
| Helyezés | Rajtszám | Versenyző             | Csapat/Motor     | Futott kör | Idő/Kiesés oka    | Rajthely | Pont |
| -------- | -------- | --------------------- | ---------------- | ---------- | ----------------- | -------- | ---- |
| 1        | 3        | Juan Pablo Montoya    | Williams-BMW     | 78         | 1h42:19.010       | 3        | 10   |
| 2        | 6        | Kimi Räikkönen        | McLaren-Mercedes | 78         | + 0.602           | 2        | 8    |
| 3        | 1        | Michael Schumacher    | Ferrari          | 78         | + 1.720           | 5        | 6    |
| 4        | 4        | Ralf Schumacher       | Williams-BMW     | 78         | + 28.518          | 1        | 5    |
| 5        | 8        | Fernando Alonso       | Renault          | 78         | + 36.251          | 8        | 4    |
| 6        | 7        | Jarno Trulli          | Renault          | 78         | + 40.972          | 4        | 3    |
| 7        | 5        | David Coulthard       | McLaren-Mercedes | 78         | + 41.227          | 6        | 2    |
| 8        | 2        | Rubens Barrichello    | Ferrari          | 78         | + 53.266          | 7        | 1    |
| 9        | 21       | Cristiano da Matta    | Toyota           | 77         | + 1 kör           | 10       |      |
| 10       | 11       | Giancarlo Fisichella  | Jordan-Ford      | 77         | + 1 kör           | 12       |      |
| 11       | 9        | Nick Heidfeld         | Sauber-Petronas  | 76         | + 2 kör           | 14       |      |
| 12       | 12       | Ralph Firman          | Jordan-Ford      | 76         | + 2 kör           | 16       |      |
| 13       | 20       | Olivier Panis         | Toyota           | 74         | + 4 kör           | 17       |      |
| Ki       | 16       | Jacques Villeneuve    | BAR-Honda        | 63         | Motorhiba         | 11       |      |
| Ki       | 18       | Justin Wilson         | Minardi-Cosworth | 29         | Üzemanyagrendszer | 19       |      |
| Ki       | 19       | Jos Verstappen        | Minardi-Cosworth | 28         | Üzemanyagrendszer | 18       |      |
| Ki       | 14       | Mark Webber           | Jaguar-Cosworth  | 16         | Hidraulika        | 9        |      |
| Ki       | 15       | Antônio Pizzonia      | Jaguar-Cosworth  | 10         | Elektronika       | 13       |      |
| Ki       | 10       | Heinz-Harald Frentzen | Sauber-Petronas  | 0          | Baleset           | 15       |      |
| Vi       | 17       | Jenson Button         | BAR-Honda        |            | Visszalépett      | 20       |      |

## A világbajnokság élmezőnyének állása a verseny után
| H  | Versenyzők         | Pont | H  | Konstruktőrök    | Pont |
| -- | ------------------ | ---- | -- | ---------------- | ---- |
| 1. | Kimi Räikkönen     | 48   | 1. | McLaren-Mercedes | 73   |
| 2. | Michael Schumacher | 44   | 2. | Ferrari          | 71   |
| 3. | Fernando Alonso    | 29   | 3. | Williams-BMW     | 50   |
| 4. | Rubens Barrichello | 27   | 4. | Renault          | 42   |
| 5. | David Coulthard    | 25   | 5. | Jordan-Ford      | 11   |

## Statisztikák
Vezető helyen:
- Ralf Schumacher: 20 (1-20)
- Juan Pablo Montoya: 40 (21-22 / 31-48 / 59-78)
- Kimi Räikkönen: 6 (23-24 / 49-52)
- Jarno Trulli: 2 (25-26)
- Michael Schumacher: 10 (27-30 / 53-58)

Juan Pablo Montoya 2. győzelme, Ralf Schumacher 2. pole-pozíciója, Kimi Räikkönen 3. leggyorsabb köre.
- Williams 109. győzelme.